# Kongregace Milosrdných sester svatého Vincence de Paul
Kongregace Milosrdných sester svatého Vincence de Paul (někdy psáno také z Pauly, z Paula, též milosrdné sestry, vincentky, latinsky Societas Filiarum Caritatis a S. Vincentio de Paulo, nebo zkráceně Puellae Caritatis, francouzsky Compagnie des Filles de la Charité, zkratka FdC) je ženská katolická kongregace apoštolského života, jejímž posláním je péče o seniory, děti, dlouhodobě nemocné, tělesně a duševně trpící. Sestry působí v řadě zemí světa. Od 20. dubna 2020 je matkou představenou Françoise Petitová, DC.
Kongregace náleží do širší vincentiniánské rodiny. Sestry se dříve česky nazývaly vincentinky, v současnosti jsou jednoslovně označovány jako vincentky, stejně jako jiné řeholnice náležející do této rodiny, Společnost Dcer křesťanské lásky, která v Česku působila ve Staré Boleslavi.

## Historie

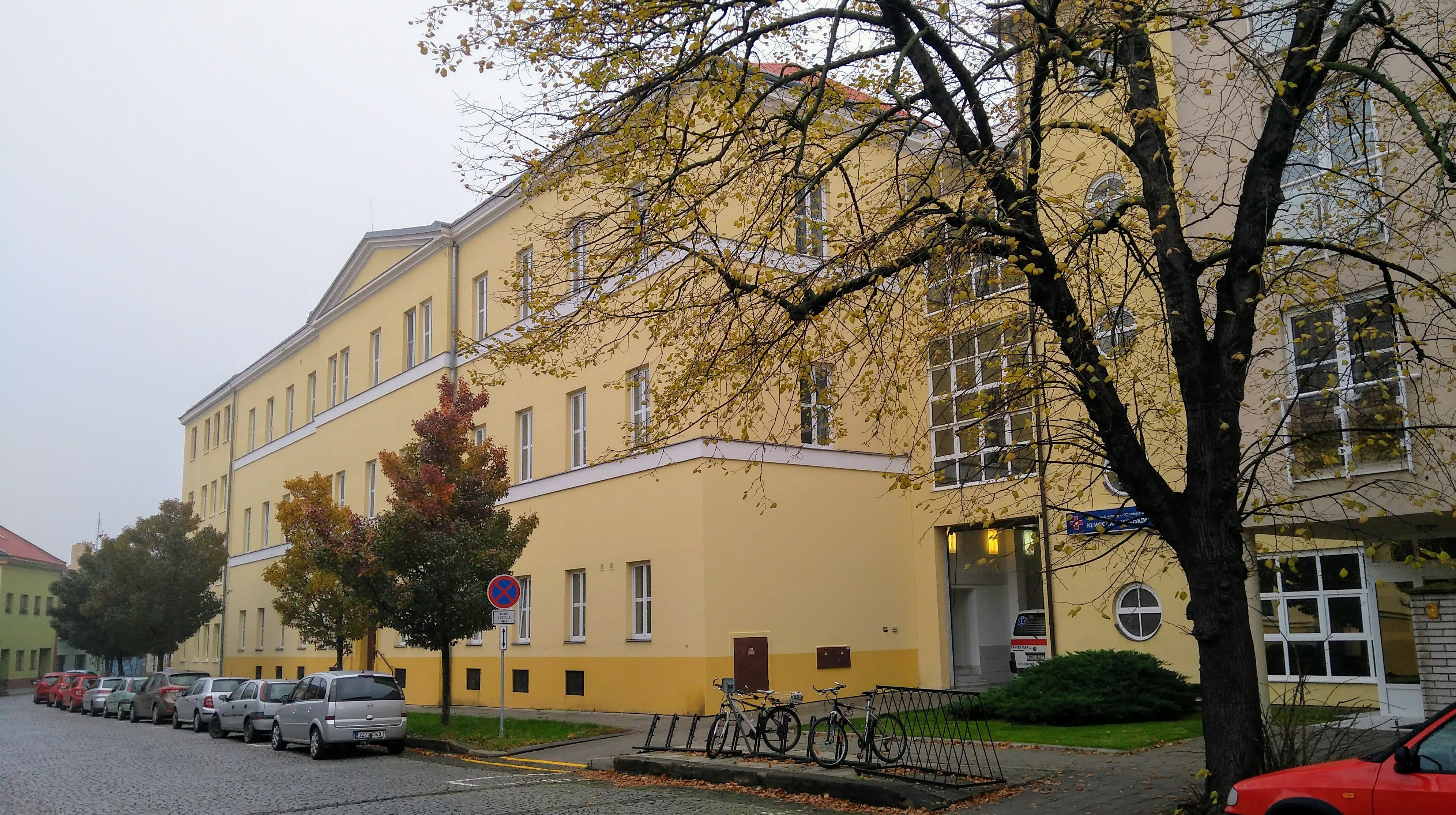
Nemocnice Milosrdných sester svatého Vincence de Paul v Kroměříži

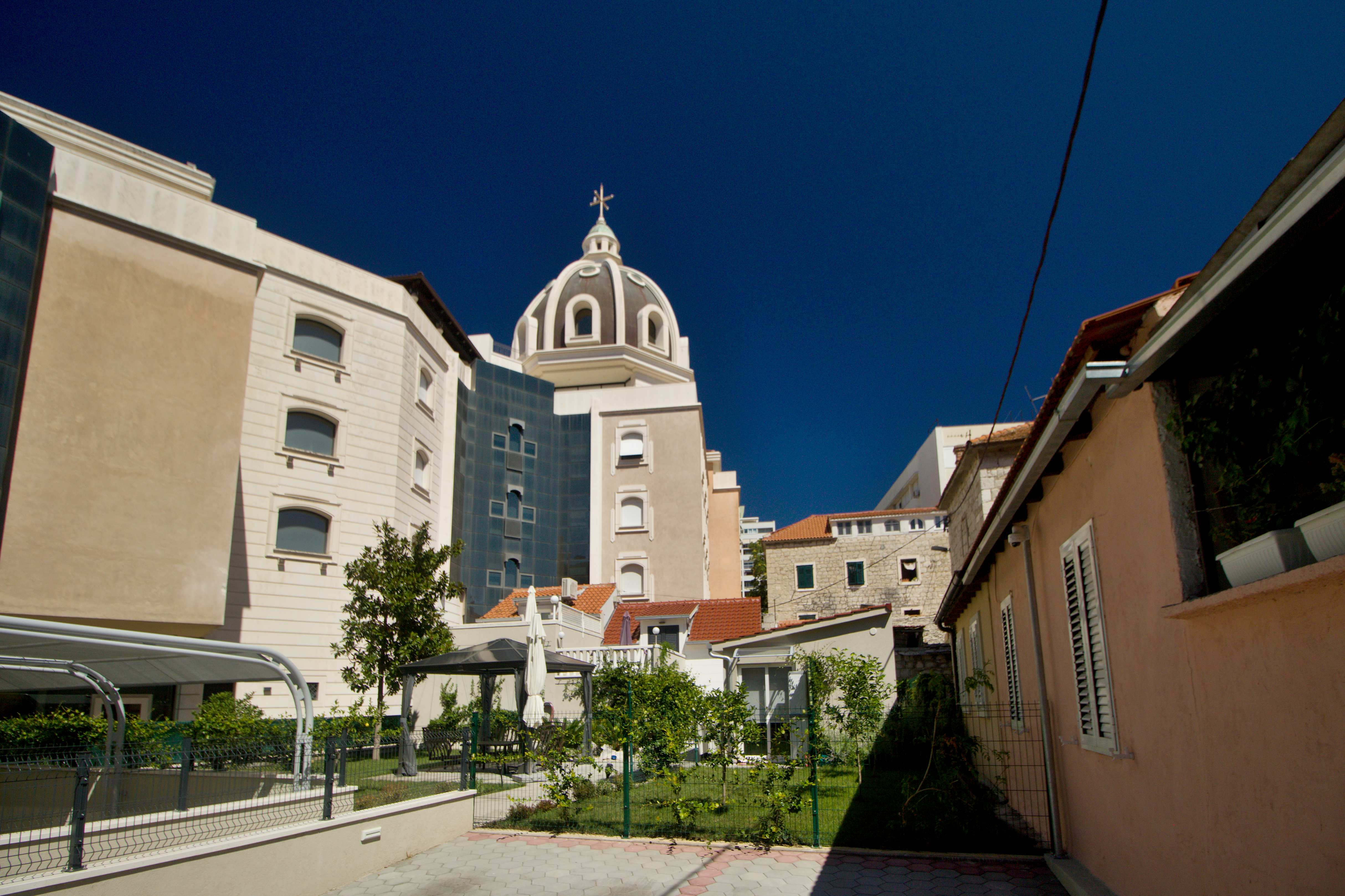
Klášter milosrdných sester sv. Vincence z Pauly v chorvatském Splitu

Řád založil v Paříži 29. listopadu 1633 francouzský duchovní Vincent de Paul společně s ovdovělou Louise de Marillac.

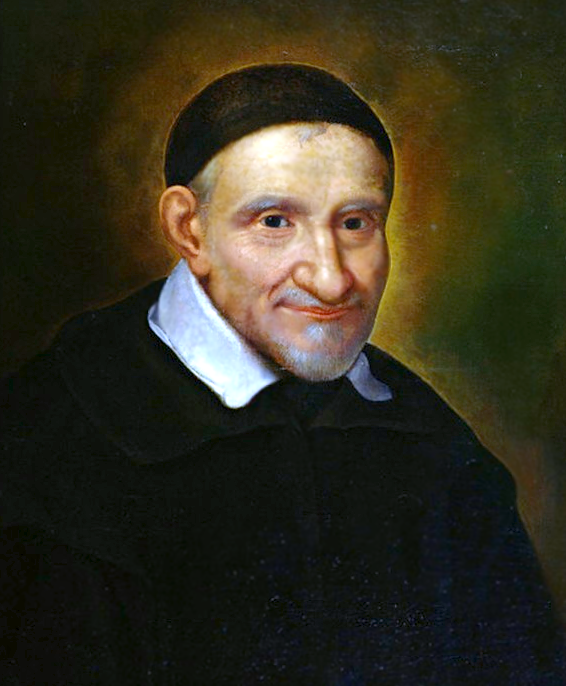
Vincent de Paul, malba Simon François de Tours (1606-1671)

### Kongregace v Česku
Česká, respektive rakouská provincie řádu byla založena ve Vídni v březnu 1832. Česká provincie vznikla osamostatněním z rakouské až v roce 1920.
Na Moravu přišly sestry poté, co jim hraběnka Ernestina z Arenbergu věnovala své panství v Pačlavicích a zavázala je k dobročinným skutkům. V darovací listině z 21. května 1841 žádá jmenovaná hraběnka sestry, aby z tohoto majetku založily filiálku v Kroměříži a aby tam podle své svaté řehole ošetřovaly nemocné, pečovaly o chudé děti a vyučovaly náboženství. Přála si, aby i v Pačlavicích bydlelo několik sester a věnovalo se stejné službě. Dne 11. října 1842 mohlo pět prvních sester převzít svěřenou činnost. Pro tento účel byl využíván zámek v Pačlavicích. Posvěcení domu v Kroměříži a zároveň uvedení sester se konalo 13. září 1845 a tím byla založena první řádová nemocnice na českém území. K dalším ústavům patřilo Vincentinum Na Petynce v Praze-Břevnově, které bylo zřízeno z odkazu P. Emanuela hraběte Pöttinga roku 1889 jako ústav pro duševně choré. Další zařízení byla například na zámku ve Smečně.
Všechny řeholní domy v českých zemích byly zrušeny v letech 1949 - 1950 a sestry přesídleny do kláštera v Bílé Vodě u Javorníka nebo převedeny do civilních nemocnic či ústavů.

### Současnost
Po roce 1989 získala česká provincie zpět do vlastnictví provinční klášterní dům v Kroměříži, kde sestry provozují Nemocnici Milosrdných sester svatého Vincence de Paul, jejíž většinu představuje doléčovací zařízení pro dlouhodobě nemocné. Posláním vincentek je služba těm, kteří je potřebují, zejména nemocným, dětem, mládeži, chudým a postiženým.